# Yli-Kitka
Le Yli-Kitka est un lac situé à cheval sur la Laponie et l'Ostrobotnie du Nord en Finlande.

## Géographie
Le lac s'étend sur les communes de Kuusamo et Posio.
Le lac est la partie haute du Kitkajärvi.
Le parc national du Riisitunturi est situe au nord du lac.
Le lac est drainé sur la rive orientale de l'Ala-Kitka par la rivière Kitkajoki qui se déverse dans l'Oulankajoki puis le fleuve Kovda, qui se jette dans la mer Blanche.